# Морозов, Дмитрий Алексеевич
Дмитрий Алексеевич Морозов (2 октября 1926, Анновка, Тульская губерния — 1988) — начальник радиостанции 102-го гвардейского стрелкового полка 35-й гвардейской стрелковой дивизии 8-й гвардейской армии 1-го Белорусского фронта, гвардии сержант — на момент представления к награждению орденом Славы 1-й степени.

## Биография
Родился 2 октября 1926 года в деревне Анновка Тепло-Огарёвского района Тульской области. Окончил 8 классов. Работал трактористом, бригадиром тракторной бригады.
В Красной Армии с 1943 года. Участник Великой Отечественной войны с августа 1944 года. Сражался на 1-м Белорусском фронте. Принимал участие в освобождении Польши, в боях на территории Германии, в штурме Берлина.
Пулемётчик 102-го гвардейского стрелкового полка гвардии красноармеец Дмитрий Морозов 27 августа 1944 года в числе первых под огнём преодолел реку Радомка близ населенного пункта Сталувка, в бою подавил огневую точку и истребил более десяти солдат противника.
Приказом по 35-й гвардейской стрелковой дивизии от 4 октября 1944 года за мужество и отвагу, проявленные в боях, гвардии красноармеец Морозов Дмитрий Алексеевич награждён орденом Славы 3-й степени.
Начальник радиостанции 102-го гвардейского стрелкового полка гвардии сержант Дмитрий Морозов 25 января 1945 года в бою близ населенного пункта Обжинки под огнём поддерживал бесперебойную радиосвязь командира полка с подразделениями, что способствовало успеху наступления.
При отражении вражеской контратаки сразил пятерых противников.
Приказом по 8-й гвардейской армии от 11 марта 1945 года за мужество и отвагу, проявленные в боях, гвардии сержант Морозов Дмитрий Алексеевич награждён орденом Славы 2-й степени.
22 апреля 1945 года в боях в пригороде столицы вражеской Германии — города Берлина Дмитрий Морозов обеспечил устойчивую радиосвязь командования полка с подразделениями, из личного оружия истребил более десяти противников.
Указом Президиума Верховного Совета СССР от 15 мая 1946 года за образцовое выполнение заданий командования в боях с немецко-вражескими захватчиками гвардии сержант Морозов Дмитрий Алексеевич награждён орденом Славы 1-й степени, став полным кавалером ордена Славы.
После войны продолжал службу в Вооруженных Силах СССР. В 1950 году Д. А. Морозов уволен в запас. В 1955 году стал членом КПСС. Работал заместителем начальника цеха на аккумуляторном заводе в городе Подольск Московской области.
Награждён орденом Отечественной войны 1-й степени, орденами Славы 1-й, 2-й и 3-й степени, медалями.